# 3-aci-nitropropanoato ossidasi
La 3-aci-nitropropanoato ossidasi è un enzima appartenente alla classe delle ossidoreduttasi, che catalizza la seguente reazione:
3-aci-nitropropanoato + O2 + H2O ⇄ 3-ossopropanoato + nitrito + H2O2
L'enzima è una flavoproteina (FMN). I prodotti primari della reazione enzimatica sono probabilmente il nitropropanoato come radicale libero ed il superossido. Agisce anche, sebbene più lentamente, sul 4-aci-nitrobutanoato.